# Renegade (album, Thin Lizzy)
Renegade je jedenácté studiové album irské rockové skupiny Thin Lizzy. Vydáno bylo v listopadu roku 1981 společností Vertigo Records a spolu se členy kapely jej produkoval Chris Tsangarides. Umístilo se na 38. příčce britské hitparády. Jde o první album kapely, na kterém hrál Darren Wharton jako její člen (podílel se již na předchozím albu Chinatown, ale ne jako člen).

## Seznam skladeb
1. Angel of Death – 6:18
2. Renegade – 6:08
3. The Pressure Will Blow – 3:46
4. Leave This Town – 3:49
5. Hollywood (Down on Your Luck) – 4:09
6. No One Told Him – 3:36
7. Fats – 4:02
8. Mexican Blood – 3:40
9. It's Getting Dangerous – 5:30

## Obsazení
- Phil Lynott – zpěv, baskytara
- Scott Gorham – kytara, doprovodné vokály
- Snowy White – kytara, doprovodné vokály
- Darren Wharton – klávesy, varhany, Minimoog, doprovodné vokály
- Brian Downey – bicí, perkuse